# درکار (دهوک)
درکار (به عربی: درکار) یک منطقهٔ مسکونی در عراق است که در اقلیم کردستان عراق واقع شده‌است.